# Diskografie Twenty One Pilots
Toto je seznam vydané diskografie amerického hudebního dua Twenty One Pilots.

## Alba

### Studiová alba
| Název             | Detaily o albu                                                      | Umístění v hitparádách | Umístění v hitparádách | Umístění v hitparádách | Umístění v hitparádách | Umístění v hitparádách | Umístění v hitparádách | Umístění v hitparádách | Umístění v hitparádách | Umístění v hitparádách | Umístění v hitparádách | Prodeje                       | Certifikace |
| Název             | Detaily o albu                                                      | US                     | AUS                    | BEL                    | CAN                    | FIN                    | IRL                    | NLD                    | NZ                     | SWE                    | UK                     | Prodeje                       | Certifikace |
| ----------------- | ------------------------------------------------------------------- | ---------------------- | ---------------------- | ---------------------- | ---------------------- | ---------------------- | ---------------------- | ---------------------- | ---------------------- | ---------------------- | ---------------------- | ----------------------------- | --- |
| Twenty One Pilots | - Vydáno: 29. prosince 2009 - Vydavatelství: samovydavatel          | 139                    | —                      | —                      | —                      | —                      | —                      | —                      | —                      | —                      | —                      | - US: 115,000                 | |
| Regional at Best  | - Vydáno: 8. července 2011 - Vydavatelství: samovydavatel           | —                      | —                      | —                      | —                      | —                      | —                      | —                      | —                      | —                      | —                      | - US: 3,000                   | |
| Vessel            | - Vydáno: 8. ledna 2013 - Vydavatelství: Fueled by Ramen (531792)   | 21                     | 51                     | 95                     | 29                     | 49                     | 24                     | 53                     | 16                     | 60                     | 39                     |                               | - RIAA: 2× Platinum - ARIA: Gold - BPI: Platinum - MC: Platinum - RMNZ: Platinum                                       |
| Blurryface        | - Vydáno: 17. května 2015 - Vydavatelství: Fueled by Ramen (548932) | 1                      | 7                      | 17                     | 4                      | 5                      | 7                      | 18                     | 2                      | 9                      | 5                      | - UK: 394,727 - US: 1,700,000 | - RIAA: 6× Platinum - ARIA: Platinum - BPI: 2× Platinum - GLF: Gold - MC: 6× Platinum - NVPI: Gold - RMNZ: 4× Platinum |
| Trench            | - Vydáno: 5. října 2018 - Vydavatelství: Fueled by Ramen            | 2                      | 1                      | 7                      | 2                      | 2                      | 2                      | 1                      | 1                      | 5                      | 2                      |                               | - RIAA: Platinum - ARIA: Gold - BPI: Gold - MC: Platinum - RMNZ: Platinum                                              |
| Scaled and Icy    | - Vydáno: 21. května 2021 - Vydavatelství: Fueled by Ramen          | 3                      | 3                      | 7                      | 5                      | 11                     | 5                      | 7                      | 3                      | 24                     | 3                      | - US: 51,000                  | - RIAA: Gold - BPI: Silver - MC: Gold                                                                                  |
| Clancy            | - Vydáno: 24. května 2024 - Vydavatelství: Fueled by Ramen          | 3                      | 1                      | 4                      | 3                      | 20                     | 3                      | 2                      | 3                      | —                      | 2                      | - US: 113,000                 | - BPI: Silver |

### Koncertní alba
| Název                               | Detaily o albu                                                | Umístění v hitparádách | Umístění v hitparádách | Umístění v hitparádách |
| Název                               | Detaily o albu                                                | US                     | US Alt.                | US Rock                |
| ----------------------------------- | ------------------------------------------------------------- | ---------------------- | ---------------------- | ---------------------- |
| Live at UG Studios                  | - Vydáno: 4. listopadu 2011                                   | —                      | —                      | —                      |
| Spotify Sessions                    | - Vydáno: 18. června 2013 - Vydavatelství: Fueled by Ramen    | —                      | —                      | —                      |
| Blurryface Live                     | - Vydáno: 25. listopadu 2016 - Vydavatelství: Fueled by Ramen | —                      | 18                     | 28                     |
| Scaled and Icy (Livestream Version) | - Vydáno: 19. listopadu 2021 - Vydavatelství: Fueled by Ramen | —                      | —                      | —                      |
| MTV Unplugged                       | - Vydáno: 21. dubna 2023 - Vydavatelství: Fueled by Ramen     | 147                    | 23                     | —                      |

### Kompilační alba
| Název                     | Detaily o albu       |
| ------------------------- | -------------------- |
| Level of Concern: USB 2.0 | - Vydáno: říjen 2020 |

## Extended play
| Johnny Boy                                                                              | - Vydáno: 4. května 2009 - Vydavatelství: samovydavatel               | —   | —  | —  |
| Three Songs                                                                             | - Vydáno: 17. července 2012 - Vydavatelství: Fueled by Ramen          | —   | —  | —  |
| Migraine                                                                                | - Vydáno: 14. června 2013 - Vydavatelství: Fueled by Ramen            | —   | —  | —  |
| Holding On to You                                                                       | - Vydáno: 16. srpna 2013 - Vydavatelství: Fueled by Ramen             | —   | —  | —  |
| Quiet Is Violent                                                                        | - Vydáno: 1. srpna 2014 - Vydavatelství: Fueled by Ramen (7567867179) | —   | —  | —  |
| The LC LP                                                                               | - Vydáno: 18. dubna 2015 - Vydavatelství: Fueled by Ramen (548230)    | —   | —  | —  |
| Double Sided                                                                            | - Vydáno: 16. dubna 2016 - Vydavatelství: Fueled by Ramen (554232-7)  | —   | —  | —  |
| TOPxMM (The Mutemath Sessions)                                                          | - Vydáno: 19. prosince 2016 - Vydavatelství: samovydavatel            | 161 | 11 | 12 |
| Triplet EP                                                                              | - Vydáno: 5. října 2018 - Vydavatelství: Fueled by Ramen              | —   | —  | —  |
| Location Sessions                                                                       | - Vydáno: 12. června 2021 - Vydavatelství: Fueled by Ramen            | 186 | 24 | 39 |
| "—" značí, že se nahrávka neumístila v hitparádách nebo v tomto území ani nebyla vydána |                                                                       |     |    |    |

## Singly
| Název                                                                                   | Rok  | Umístění v hitparádách | Umístění v hitparádách | Umístění v hitparádách | Umístění v hitparádách | Umístění v hitparádách | Umístění v hitparádách | Umístění v hitparádách | Umístění v hitparádách | Umístění v hitparádách | Umístění v hitparádách | Certifikace | Album                               |
| Název                                                                                   | Rok  | US                     | US Alt.                | US Rock                | AUS                    | BEL                    | CAN                    | IRL                    | NZ                     | SWE                    | UK                     | Certifikace | Album                               |
| --------------------------------------------------------------------------------------- | ---- | ---------------------- | ---------------------- | ---------------------- | ---------------------- | ---------------------- | ---------------------- | ---------------------- | ---------------------- | ---------------------- | ---------------------- | --- | ----------------------------------- |
| "Holding On to You"                                                                     | 2012 | —                      | 10                     | 33                     | —                      | —                      | —                      | —                      | —                      | —                      | —                      | - RIAA: 2× Platinum - ARIA: Gold - BPI: Silver                                                                                                | Vessel                              |
| "Guns for Hands"                                                                        | 2012 | —                      | —                      | —                      | —                      | —                      | —                      | —                      | —                      | —                      | —                      | - RIAA: Platinum | Vessel                              |
| "Lovely"                                                                                | 2013 | —                      | —                      | —                      | —                      | —                      | —                      | —                      | —                      | —                      | —                      | | Vessel                              |
| "House of Gold"                                                                         | 2013 | —                      | 10                     | 38                     | —                      | —                      | —                      | —                      | —                      | —                      | —                      | - RIAA: Platinum - ARIA: Gold - BPI: Silver - MC: Platinum - RMNZ: Gold                                                                       | Vessel                              |
| "Fake You Out"                                                                          | 2013 | —                      | —                      | —                      | —                      | —                      | —                      | —                      | —                      | —                      | —                      | - RIAA: Gold | Vessel                              |
| "Car Radio"                                                                             | 2014 | —                      | 28                     | 20                     | —                      | —                      | —                      | —                      | —                      | —                      | —                      | - RIAA: 3× Platinum - ARIA: Platinum - BPI: Gold - MC: 2× Platinum - RMNZ: Platinum                                                           | Vessel                              |
| "Fairly Local"                                                                          | 2015 | 84                     | —                      | 8                      | —                      | —                      | —                      | —                      | —                      | —                      | —                      | - RIAA: Platinum - ARIA: Gold - BPI: Silver - MC: Gold - RMNZ: Gold                                                                           | Blurryface                          |
| "Tear in My Heart"                                                                      | 2015 | 82                     | 2                      | 6                      | 60                     | —                      | 88                     | —                      | —                      | —                      | —                      | - RIAA: 3× Platinum - ARIA: Platinum - BPI: Gold - MC: 2× Platinum - RMNZ: Platinum                                                           | Blurryface                          |
| "Lane Boy"                                                                              | 2015 | —                      | —                      | 28                     | —                      | —                      | —                      | —                      | —                      | —                      | —                      | - RIAA: Platinum - ARIA: Gold - BPI: Silver - MC: Platinum - RMNZ: Platinum                                                                   | Blurryface                          |
| "Stressed Out"                                                                          | 2015 | 2                      | 1                      | 1                      | 2                      | 3                      | 3                      | 5                      | 5                      | 9                      | 12                     | - RIAA: Diamond (13× Platinum) - ARIA: 6× Platinum - BEA: 2× Platinum - BPI: 3× Platinum - GLF: 4× Platinum - MC: Diamond - RMNZ: 6× Platinum | Blurryface                          |
| "Ride"                                                                                  | 2016 | 5                      | 1                      | 1                      | 18                     | 7                      | 13                     | 38                     | 10                     | 50                     | 47                     | - RIAA: 9× Platinum - ARIA: 4× Platinum - BEA: Platinum - BPI: 2× Platinum - GLF: Platinum - MC: 7× Platinum - RMNZ: 4× Platinum              | Blurryface                          |
| "Heathens"                                                                              | 2016 | 2                      | 1                      | 1                      | 3                      | 10                     | 3                      | 4                      | 2                      | 6                      | 5                      | - RIAA: Diamond (11× Platinum) - ARIA: 6× Platinum - BEA: Platinum - BPI: 3× Platinum - MC: Diamond - RMNZ: 4× Platinum                       | Sebevražedný oddíl                  |
| "Heavydirtysoul"                                                                        | 2016 | —                      | 2                      | 8                      | —                      | 42                     | —                      | —                      | —                      | —                      | —                      | - RIAA: 2× Platinum - BPI: Silver - MC: Platinum - RMNZ: Gold                                                                                 | Blurryface                          |
| "Jumpsuit"                                                                              | 2018 | 50                     | 1                      | 6                      | 76                     | —                      | 61                     | 41                     | —                      | —                      | 50                     | - RIAA: Platinum - ARIA: Gold - BPI: Silver - MC: Platinum - RMNZ: Gold                                                                       | Trench                              |
| "Nico and the Niners"                                                                   | 2018 | 79                     | —                      | 7                      | 133                    | —                      | —                      | 60                     | —                      | —                      | 88                     | - RIAA: Gold | Trench                              |
| "Levitate"                                                                              | 2018 | —                      | —                      | 11                     | —                      | —                      | —                      | —                      | —                      | —                      | —                      | - RIAA: Gold | Trench                              |
| "My Blood"                                                                              | 2018 | 81                     | 2                      | 4                      | —                      | —                      | 76                     | 61                     | —                      | —                      | 62                     | - RIAA: Platinum - BPI: Silver - MC: Platinum - RMNZ: Gold                                                                                    | Trench                              |
| "Chlorine"                                                                              | 2019 | —                      | 1                      | 3                      | —                      | —                      | 85                     | 64                     | —                      | —                      | —                      | - RIAA: 2× Platinum - BPI: Gold - MC: 2× Platinum - RMNZ: Platinum                                                                            | Trench                              |
| "The Hype"                                                                              | 2019 | —                      | 1                      | 3                      | —                      | —                      | —                      | —                      | —                      | —                      | —                      | - RIAA: Gold | Trench                              |
| "Level of Concern"                                                                      | 2020 | 23                     | 1                      | 1                      | 83                     | —                      | 53                     | 29                     | —                      | —                      | 42                     | - RIAA: Platinum - BPI: Silver - MC: Platinum - RMNZ: Gold                                                                                    | Scaled and Icy (Livestream Version) |
| "Christmas Saves the Year"                                                              | 2020 | —                      | 32                     | 35                     | —                      | —                      | —                      | —                      | —                      | —                      | —                      | | Singl bez alb                       |
| "Shy Away"                                                                              | 2021 | 87                     | 1                      | 7                      | —                      | —                      | 67                     | 56                     | —                      | —                      | 56                     | - RIAA: Gold | Scaled and Icy                      |
| "Choker"                                                                                | 2021 | —                      | —                      | 14                     | —                      | —                      | —                      | 83                     | —                      | —                      | 88                     | | Scaled and Icy                      |
| "Saturday"                                                                              | 2021 | —                      | 1                      | 10                     | —                      | —                      | —                      | —                      | —                      | —                      | 97                     | - RIAA: Gold | Scaled and Icy                      |
| "The Outside"                                                                           | 2021 | —                      | 1                      | 28                     | —                      | —                      | —                      | —                      | —                      | —                      | —                      | | Scaled and Icy                      |
| "Overcompensate"                                                                        | 2024 | 64                     | 2                      | 7                      | —                      | —                      | 73                     | 49                     | —                      | —                      | 34                     | | Clancy                              |
| "Next Semester"                                                                         | 2024 | —                      | —                      | 22                     | —                      | —                      | —                      | —                      | —                      | —                      | —                      | | Clancy                              |
| "Backslide"                                                                             | 2024 | —                      | —                      | 21                     | —                      | —                      | —                      | —                      | —                      | —                      | —                      | | Clancy                              |
| "The Craving"                                                                           | 2024 | 83                     | 2                      | 20                     | —                      | —                      | —                      | —                      | —                      | —                      | 66                     | | Clancy                              |
| "Routines in the Night"                                                                 | 2024 | —                      | 19                     | 26                     | —                      | —                      | —                      | —                      | —                      | —                      | —                      | | Clancy                              |
| "—" značí, že se nahrávka neumístila v hitparádách nebo v tomto území ani nebyla vydána |      |                        |                        |                        |                        |                        |                        |                        |                        |                        |                        | |                                     |

### Promo singly
| Název                                                                                   | Rok  | Umístění v hitparádách | Umístění v hitparádách | Umístění v hitparádách | Umístění v hitparádách | Umístění v hitparádách | Umístění v hitparádách | Certifikace                                              | Album                                 |
| Název                                                                                   | Rok  | US                     | US Rock                | AUS                    | CAN                    | NZ Heat.               | UK                     | Certifikace                                              | Album                                 |
| --------------------------------------------------------------------------------------- | ---- | ---------------------- | ---------------------- | ---------------------- | ---------------------- | ---------------------- | ---------------------- | -------------------------------------------------------- | ------------------------------------- |
| "Ode to Sleep"                                                                          | 2012 | —                      | —                      | —                      | —                      | —                      | —                      | - RIAA: Platinum                                         | Vessel                                |
| "Migraine"                                                                              | 2013 | —                      | —                      | —                      | —                      | —                      | —                      | - RIAA: Platinum - ARIA: Gold - BPI: Silver - RMNZ: Gold | Vessel                                |
| "We Don't Believe What's on TV"                                                         | 2015 | —                      | 36                     | —                      | —                      | —                      | —                      | - RIAA: Platinum                                         | Blurryface                            |
| "Cancer" (My Chemical Romance cover)                                                    | 2016 | 91                     | 6                      | 53                     | 75                     | 1                      | 93                     | - RIAA: Gold                                             | Rock Sound Presents: The Black Parade |
| "Morph"                                                                                 | 2018 | —                      | 9                      | —                      | —                      | 11                     | 67                     | - RIAA: Gold                                             | Trench                                |
| "—" značí, že se nahrávka neumístila v hitparádách nebo v tomto území ani nebyla vydána |      |                        |                        |                        |                        |                        |                        |                                                          |                                       |

## Další umístěné a certifikované písně
| "Semi-Automatic"                                                                        | 2013 | —  | —  | —  | —  | —  | —   | - RIAA: Gold                                                            | Vessel          |
| "Screen"                                                                                | 2013 | —  | —  | —  | —  | —  | —   | - RIAA: Gold                                                            | Vessel          |
| "The Run and Go"                                                                        | 2013 | —  | —  | —  | —  | —  | —   | - RIAA: Gold                                                            | Vessel          |
| "Trees"                                                                                 | 2013 | —  | —  | —  | —  | —  | —   | - RIAA: Gold                                                            | Vessel          |
| "Truce"                                                                                 | 2013 | —  | —  | —  | —  | —  | —   | - RIAA: Gold                                                            | Vessel          |
| "Polarize"                                                                              | 2015 | —  | 31 | —  | —  | —  | —   | - RIAA: Platinum                                                        | Blurryface      |
| "The Judge"                                                                             | 2015 | —  | 32 | —  | —  | —  | —   | - RIAA: Platinum - ARIA: Gold - BPI: Silver - MC: Platinum - RMNZ: Gold | Blurryface      |
| "Doubt"                                                                                 | 2015 | —  | 32 | —  | —  | —  | —   | - RIAA: Platinum - ARIA: Gold - MC: Platinum - BPI: Silver - RMNZ: Gold | Blurryface      |
| "Message Man"                                                                           | 2015 | —  | 35 | —  | —  | —  | —   | - RIAA: Platinum                                                        | Blurryface      |
| "Hometown"                                                                              | 2015 | —  | —  | —  | —  | —  | —   | - RIAA: Platinum                                                        | Blurryface      |
| "Not Today"                                                                             | 2015 | —  | —  | —  | —  | —  | —   | - RIAA: Gold                                                            | Blurryface      |
| "Goner"                                                                                 | 2015 | —  | —  | —  | 32 | —  | —   | - RIAA: Platinum                                                        | Blurryface      |
| "Neon Gravestones"                                                                      | 2018 | —  | 13 | —  | 14 | —  | —   |                                                                         | Trench          |
| "Smithereens"                                                                           | 2018 | —  | 14 | —  | 15 | —  | —   |                                                                         | Trench          |
| "Cut My Lip"                                                                            | 2018 | —  | 19 | —  | —  | —  | —   |                                                                         | Trench          |
| "Pet Cheetah"                                                                           | 2018 | —  | 16 | —  | —  | —  | —   |                                                                         | Trench          |
| "Bandito"                                                                               | 2018 | —  | 18 | —  | —  | —  | —   |                                                                         | Trench          |
| "Legend"                                                                                | 2018 | —  | 21 | —  | —  | —  | —   |                                                                         | Trench          |
| "Leave the City"                                                                        | 2018 | —  | 23 | —  | —  | —  | —   |                                                                         | Trench          |
| "Good Day"                                                                              | 2021 | —  | 30 | —  | 19 | —  | —   |                                                                         | Scaled and Icy  |
| "Never Take It"                                                                         | 2021 | —  | 36 | —  | —  | —  | —   |                                                                         | Scaled and Icy  |
| "Mulberry Street"                                                                       | 2021 | —  | 32 | —  | 20 | —  | —   |                                                                         | Scaled and Icy  |
| "Formidable"                                                                            | 2021 | —  | 38 | —  | —  | —  | —   |                                                                         | Scaled and Icy  |
| "Bounce Man"                                                                            | 2021 | —  | 39 | —  | —  | —  | —   |                                                                         | Scaled and Icy  |
| "No Chances"                                                                            | 2021 | —  | 35 | —  | —  | —  | —   |                                                                         | Scaled and Icy  |
| "Redecorate"                                                                            | 2021 | —  | 37 | —  | —  | —  | —   |                                                                         | Scaled and Icy  |
| "Midwest Indigo"                                                                        | 2024 | —  | 30 | —  | 12 | —  | —   |                                                                         | Clancy          |
| "Vignette"                                                                              | 2024 | —  | 29 | —  | 11 | —  | —   |                                                                         | Clancy          |
| "Lavish"                                                                                | 2024 | —  | 36 | —  | —  | —  | —   |                                                                         | Clancy          |
| "Navigating"                                                                            | 2024 | —  | 34 | —  | 15 | —  | —   |                                                                         | Clancy          |
| "Snap Back"                                                                             | 2024 | —  | 42 | —  | —  | —  | —   |                                                                         | Clancy          |
| "Oldies Station"                                                                        | 2024 | —  | 46 | —  | —  | —  | —   |                                                                         | Clancy          |
| "At the Risk of Feeling Dumb"                                                           | 2024 | —  | 38 | —  | —  | —  | —   |                                                                         | Clancy          |
| "Paladin Strait"                                                                        | 2024 | —  | 47 | —  | —  | —  | —   |                                                                         | Clancy          |
| "The Line"                                                                              | 2024 | 12 | 14 | 94 | 10 | 87 | 137 |                                                                         | Arcane: 2. řada |
| "—" značí, že se nahrávka neumístila v hitparádách nebo v tomto území ani nebyla vydána |      |    |    |    |    |    |     |                                                                         |                 |

## Další písně vydané Twenty One Pilots
| Název                                              | Rok  | Vydáno                 |
| -------------------------------------------------- | ---- | ---------------------- |
| "Time to Say Goodbye"                              | 2009 | Johnny Boy (EP)        |
| "Air Catcher (Studio Version)"                     | 2010 | Singly bez alb         |
| "Jar of Hearts" (Christina Perri cover)            | 2010 | Singly bez alb         |
| "Save"                                             | 2011 | Singly bez alb         |
| "Can't Help Falling in Love" (Elvis Presley cover) | 2012 | Holding On to You (EP) |
| "Goner"                                            | 2012 | Singly bez alb         |
| "Screen" (Demo)                                    | 2012 | Singly bez alb         |
| "Mad World" (Tears for Fears cover)                | 2014 | Singly bez alb         |
| "Chlorine (Mexico City)"                           | 2019 | Location Sessions      |
| "Cut My Lip (Brooklyn)"                            | 2019 | Location Sessions      |
| "The Hype (Berlin)"                                | 2019 | Location Sessions      |
| "Level of Concern (live from outside)"             | 2020 | Location Sessions      |
| "The Line"                                         | 2024 | Arcane: 2. řada        |

## Videoklipy
| Název                                         | Rok  | Režisér                      | Reference |
| --------------------------------------------- | ---- | ---------------------------- | --------- |
| "Jar of Hearts"                               | 2011 | Mark C. Eshleman             | [ 63 ]    |
| "Forest"                                      | 2011 | Mark C. Eshleman             | [ 64 ]    |
| "Goner"                                       | 2012 | Mark C. Eshleman             | [ 65 ]    |
| "Can't Help Falling in Love"                  | 2012 | Mark C. Eshleman             | [ 66 ]    |
| "Holding on to You"                           | 2012 | Jordan Bahat                 | [ 67 ]    |
| "House of Gold"                               | 2012 | Mark C. Eshleman             | [ 68 ]    |
| "Guns for Hands"                              | 2013 | Mark C. Eshleman             | [ 69 ]    |
| "Car Radio"                                   | 2013 | Mark C. Eshleman             | [ 70 ]    |
| "Lovely"                                      | 2013 | Mark C. Eshleman             | [ 71 ]    |
| "House of Gold"                               | 2013 | Warren Kommers               | [ 72 ]    |
| "Migraine"                                    | 2013 | Mark C. Eshleman             | [ 73 ]    |
| "Truce"                                       | 2013 | Mark C. Eshleman             | [ 74 ]    |
| "Mad World"                                   | 2014 | Mark C. Eshleman             | [ 75 ]    |
| "Ode to Sleep"                                | 2014 | Mark C. Eshleman             | [ 76 ]    |
| "Fairly Local"                                | 2015 | Mark C. Eshleman             | [ 77 ]    |
| "Tear in My Heart"                            | 2015 | Marc Klasfeld                | [ 78 ]    |
| "Stressed Out"                                | 2015 | Mark C. Eshleman             | [ 79 ]    |
| "Lane Boy"                                    | 2015 | Mark C. Eshleman             | [ 80 ]    |
| "Ride"                                        | 2015 | Mark C. Eshleman             | [ 81 ]    |
| "Heathens"                                    | 2016 | Andrew Donoho                | [ 82 ]    |
| "Cancer"                                      | 2016 | Tantrum Content              | [ 83 ]    |
| "Heavydirtysoul"                              | 2017 | Andrew Donoho                | [ 84 ]    |
| "Jumpsuit"                                    | 2018 | Andrew Donoho                | [ 85 ]    |
| "Nico and the Niners"                         | 2018 | Andrew Donoho                | [ 86 ]    |
| "Levitate"                                    | 2018 | Andrew Donoho                | [ 87 ]    |
| "My Blood"                                    | 2018 | Tim Mattia                   | [ 88 ]    |
| "Chlorine"                                    | 2019 | Mark C. Eshleman             | [ 89 ]    |
| "The Hype"                                    | 2019 | Andrew Donoho                | [ 90 ]    |
| "The Hype" (Vertical Video)                   | 2019 | Twenty One Pilots            | [ 91 ]    |
| "The Hype (Berlin)"                           | 2019 | Twenty One Pilots            | [ 92 ]    |
| "Level of Concern"                            | 2020 | Twenty One Pilots            | [ 93 ]    |
| "Level of Concern" (Never-Ending Music Video) | 2020 | Twenty One Pilots            | [ 94 ]    |
| "Shy Away"                                    | 2021 | Miles Cable and AJ Favicchio | [ 95 ]    |
| "Choker"                                      | 2021 | Mark C. Eshleman             | [ 96 ]    |
| "Saturday"                                    | 2021 | Andrew Donoho                | [ 97 ]    |
| "Christmas Saves the Year"                    | 2021 | Mr. Oz                       | [ 98 ]    |
| "The Outside"                                 | 2022 | Andrew Donoho                | [ 99 ]    |
| "Overcompensate"                              | 2024 | Mark C. Eshleman             | [ 100 ]   |
| "Next Semester"                               | 2024 | Andrew Donoho                | [ 101 ]   |
| "Backslide"                                   | 2024 | Josh Dun                     | [ 102 ]   |
| "The Craving (Single Version)"                | 2024 | Mark C. Eshleman             | [ 103 ]   |
| "Midwest Indigo"                              | 2024 | Mark C. Eshleman             | [ 104 ]   |
| "Routines in the Night"                       | 2024 | Mark C. Eshleman             | [ 105 ]   |
| "Vignette"                                    | 2024 | Mark C. Eshleman             | [ 106 ]   |
| "The Craving (Jenna's Version)"               | 2024 | Mark C. Eshleman             | [ 107 ]   |
| "Lavish"                                      | 2024 | Mark C. Eshleman             | [ 108 ]   |
| "Navigating"                                  | 2024 | Mark C. Eshleman             | [ 109 ]   |
| "Snap Back"                                   | 2024 | Mark C. Eshleman             | [ 110 ]   |
| "Oldies Station"                              | 2024 | Mark C. Eshleman             | [ 111 ]   |
| "At the Risk of Feeling Dumb"                 | 2024 | Mark C. Eshleman             | [ 112 ]   |
| "Paladin Strait"                              | 2024 | Jensen Noen                  | [ 113 ]   |
| "The Line"                                    | 2024 | Andrew Donoho                |           |